# Cho Young-jeung
Cho Young-jeung (18 de agosto de 1954) é um ex-futebolista profissional e treinador coreano, que atuava como defensor.

## Carreira
Cho Young-jeung fez parte do elenco da Seleção Coreana de Futebol da Copa do Mundo de 1986 